# Katrin Schaake
Katrin Schaake (* 13. November 1931 in Hamburg) ist eine deutsche Schauspielerin.

## Leben
Schaake begann ihre Karriere 1959 mit einer Rolle in Aus dem Tagebuch eines Frauenarztes mit Rudolf Prack in der Hauptrolle. Zwei Jahre später drehte sie mit Götz George und Johanna von Koczian Unser Haus in Kamerun. Nach einigen Fernsehauftritten in Stahlnetz und Hafenpolizei hatte sie eine Nebenrolle im Oscar-prämierten Spielfilm Was gibt’s Neues, Pussy? mit Peter Sellers, Romy Schneider, Capucine und Woody Allen. Es folgte mit Blüten, Gauner und die Nacht von Nizza mit Jean Gabin und Curd Jürgens in den Hauptrollen eine weitere internationale Produktion.
Nach der Mitwirkung im Straßenfeger Babeck (1968) konzentrierte sie sich auf den Neuen Deutschen Film. Sie war zwischen 1969 und 1973 in zehn Werken Rainer Werner Fassbinders zu sehen, unter anderem in Liebe ist kälter als der Tod, Die bitteren Tränen der Petra von Kant und Welt am Draht. In dieser Zeit war sie mit dem Fassbinder-Star Ulli Lommel verheiratet. Ab 1974 war Schaake für zwölf Jahre die Lebensgefährtin von Marius Müller-Westernhagen.
Schaake agierte bis Ende der 1970er-Jahre noch in einigen Fernseh- und Kinofilmen, seitdem trat sie mehr oder weniger regelmäßig als Gastdarstellerin in deutschen Serien in Erscheinung, so in Tatort, Peter Strohm, Schwarz Rot Gold oder Die Schwarzwaldklinik. Seit 2001 sind keine Auftritte von ihr mehr bekannt. Zu ihren Theaterstationen gehörte unter anderem das Landestheater Detmold (ab 1960).
Fast zwanzig Jahre lang arbeitete Schaake auch als Synchronsprecherin. Unter dem Pseudonym Katrin Miclette synchronisierte sie vor allem in den 1970er- und 1980er-Jahren zahlreiche Serienfiguren, unter anderem in Columbo, Der Equalizer, Der Sechs Millionen Dollar Mann, Drei Engel für Charlie oder Ein Engel auf Erden. 
In mehreren Filmen lieh sie unter anderem Marisa Berenson, Katharine Hepburn und Catherine Schell ihre Stimme.

## Filmografie (Auswahl)
- 1959: Aus dem Tagebuch eines Frauenarztes
- 1961: Unser Haus in Kamerun
- 1962: Schönes Wochenende
- 1963: Das Kriminalmuseum: Fünf Fotos  (Fernsehserie)
- 1963: Stahlnetz: Das Haus an der Stör (Fernsehserie)
- 1963: Hafenpolizei: Die Party  (Fernsehserie)
- 1963: Das Glück läuft hinterher
- 1964–1965: Unsere große Schwester (13-teilige Vorabendserie)
- 1965: Was gibt’s Neues, Pussy?
- 1966: Blüten, Gauner und die Nacht von Nizza (Le jardinier d’Argenteuil)
- 1967: Zug der Zeit
- 1967: Du stirbst um sechs in Tetuan (La lunga sfida)
- 1967: Sie schreiben mit – Studentenehe (Fernsehserie)
- 1968: Heimlichkeiten
- 1968: Spedition Marcus (sechsteilige Vorabendserie)
- 1968: Hafenkrankenhaus (Fernsehserie)
- 1968: Babeck (Krimi-Dreiteiler)
- 1968: Ein Sarg für Mr. Holloway
- 1969: Eine Frau sucht Liebe
- 1969: Liebe ist kälter als der Tod
- 1969: Katzelmacher
- 1969: Die Revolte
- 1969: Doppelagent George Blake
- 1970: Der amerikanische Soldat
- 1970: Tanker
- 1971: Rio das Mortes
- 1971: Whity
- 1971–1990: Tatort (Fernsehreihe)
  - 1971: Kressin und der Laster nach Lüttich
  - 1976: Transit ins Jenseits
  - 1990: Lauf eines Todes
- 1971: Dreht euch nicht um – der Golem geht rum
- 1971: Haytabo
- 1971: Warnung vor einer heiligen Nutte
- 1972: Die bitteren Tränen der Petra von Kant
- 1973: Welt am Draht
- 1974: Griseldis
- 1975: Unter einem Dach (Serie): Laß mir Ruhe, laß mir Zeit
- 1976: Freiwillige Feuerwehr
- 1977: Notwehr
- 1980: Die Welt in jenem Sommer
- 1980: Berlin Alexanderplatz
- 1983: Dingo
- 1987: Sommer in Lesmona
- 1989: Peter Strohm: Die sieben Monde des Jupiter
- 1989: Schulz & Schulz
- 1993: Schwarz Rot Gold
- 1993: Die Männer vom K3 (Fernsehserie)
- 1995: A.S. – Gefahr ist sein Geschäft
- 2002: September Song